# Krzysztof Uwijała
Krzysztof Uwijała (ur. 27 listopada 1990) – polski lekkoatleta, skoczek w dal i trójskoczek.
Medalista mistrzostw Polski w różnych kategoriach wiekowych, w tym podwójny medalista mistrzostw Polski seniorów na stadionie (2010), dwukrotny srebrny medalista halowych mistrzostw kraju (2011) i srebrny medalista halowych mistrzostw kraju (2020) oraz brązowy medalista halowych mistrzostw Polski (2013).

## Osiągnięcia
| Rok  | Impreza                          | Miejsce        | Konkurencja | Pozycja     | Wynik | Źródła      |
| ---- | -------------------------------- | -------------- | ----------- | ----------- | ----- | ----------- |
| 2007 | Baltic Sea Youth Games           | Neubrandenburg | trójskok    | 4. miejsce  | 13,70 |             |
| 2009 | Mistrzostwa Europy juniorów      | Nowy Sad       | trójskok    | 11. miejsce | 15,08 | [ 1 ] [ 2 ] |
| 2010 | Mecz młodzieżowców Polska-Niemcy | Bydgoszcz      | skok w dal  | 2. miejsce  | 7,60  | [ 3 ]       |

## Rekordy życiowe
- Trójskok (hala) – 16,13 (2011)
- Skok w dal (stadion) – 7,71 (2010)
- Skok w dal (hala) – 7,71 (2011)